# MLI-84歩兵戦闘車
MLI-84歩兵戦闘車（MLI-84ほへいせんとうしゃ）は、ルーマニアの歩兵戦闘車。現在ルーマニア陸軍に採用されている。ソビエト連邦製のBMP-1を基礎としており、より長い車体になり、兵員区画の上部に12.7mm口径のDShK38重機関銃が搭載されている。

## 開発
1982年、ルーマニアは178両のBMP-1歩兵戦闘車の生産ライセンスをソ連から購入した。同時に、ルーマニアの工業に適合させるために製造の変更許可を受けた。この際、ルーマニア仕様としてルーマニア国内で製造されたものがMLI-84となった。
1995年には改良の決定が行われた。ルーマニアとイスラエルの協力計画の結果、近代化されたMLI-84M1が製造された。以降、ルーマニア国防省は、1億5,500万USドルを費やして99両を改良している。

## 概要

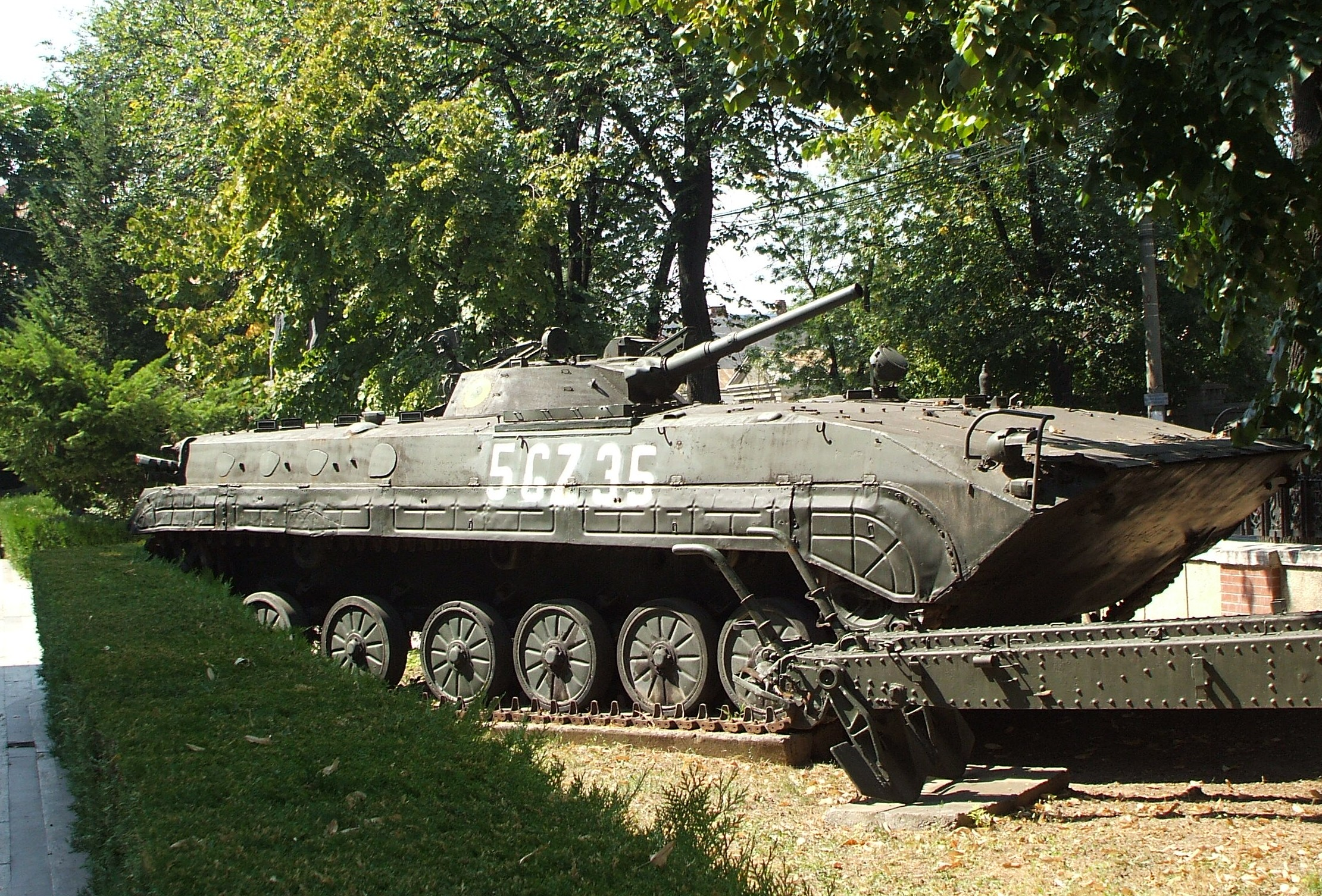
MLI-84（基本型）
ブカレストの国立軍事博物館

MLI-84における最も重要な改善は、ソ連製のUTD-20 ディーゼルエンジンを、ルーマニア製の8V-1240-DT-S ディーゼルエンジンに換装したことである。新しいエンジンは355馬力で開発されており、最大速度は70km/hに向上している。しかし、従来のエンジンよりも重く大きかったためにエンジンコンパートメントは、このエンジンに合わせるために作り直された。燃料容量は600リットルに向上している。これらの変更によって車体の長さは60cm伸びて7.335mとなり、転輪の間隔に隙間を生じさせている。また、より広く高くなっており、幅が3.15m、高さが2.11mとなった。最低地上高は370mmから400mmに拡大した。
武装は変更されなかったが、12.7mm DShK38対空重機関銃が、左後部兵員区画のルーフハッチの上に取り付けられたターレットに搭載された。これは、兵員区画の左後方ドアの隣に座った兵士によって運用され、運用中は歩兵を乗降させることが不可能である。
前述の変更と近代化によって重量は16.6トンに増加しており、渡河に多少の準備が必要になっており、水陸両用能力は弱められた。

### 改良
MLI-84の改良は、イスラエルのラファエル社で開発されたOWS-25R無人砲塔（RWS）を搭載することで行われ、砲塔にはエリコン KBA 25mm機関砲と9S415対戦車ミサイルランチャーおよび2発のミサイル弾頭、4機の発煙弾発射機が装備されている。新型砲塔の搭載によって重量が17.6トンに増加しており、新型のより強力なエンジンが搭載されている。
新型エンジンは、キャタピラー製の396馬力C9 エンジンで、ルーマニア陸軍が最近獲得したモワク ピラーニャIIIと同一のエンジンである。しかし、重量増加によって簡易な準備での渡河能力を失い、特別な準備が必要となった。車体は幅3.3mに、高さ2.942mに若干拡大された。エンジンは、より強化されたが、新式装備の重量によって路上での速度は65km/hになった。
9S415対戦車ミサイルランチャーが搭載され、9M14 マリュートカ、発展型の9M14M マリュートカ-M、9M14P マリュートカ-Pなどが発射可能であったが、これは後にユーゴスラビア製の9M14-2T マリュートカ-2T対戦車ミサイル用のランチャー装備、イスラエル製のスパイク対戦車ミサイル用のランチャー装備などに変更された。

## 生産
MLI-84の生産は1985年に始まり、1991年までに178両が生産されている。

## 派生型
MLI-84
基本型。
MLI-84M1
改良型。

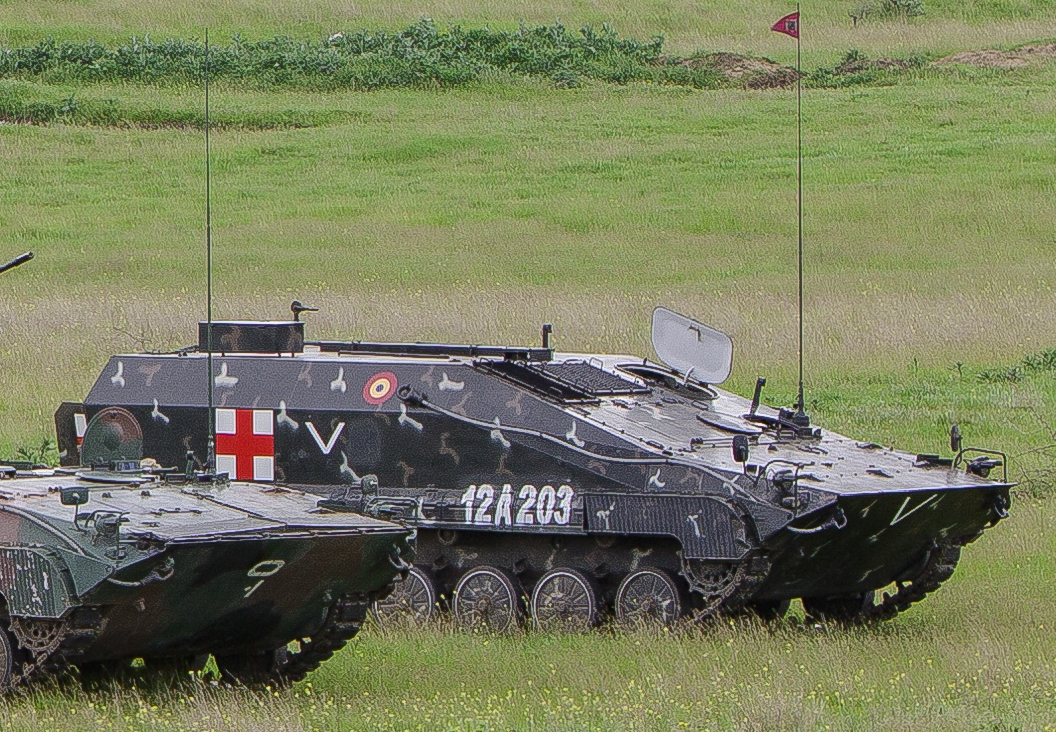
MLI-84M1装甲救急車

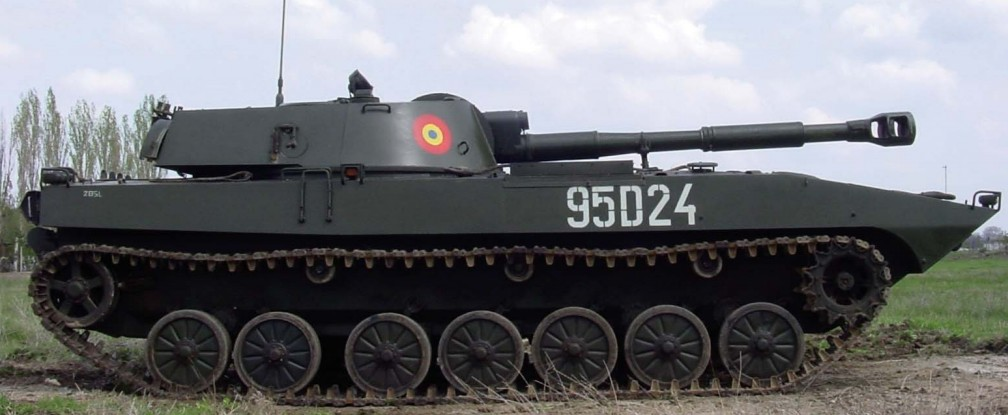
Md.89自走榴弾砲

MLI-84M1 Punct de Comanda Batalion
MLI-84M1の大隊指揮車型。砲などの代わりに大型の上部構造となっている。
MLI-84M1 Tractor Pentru Evacuare Tehnică
MLI-84M1の装甲回収車型。砲塔は、外部から操作する大型3セクション油圧クレーンに置換され、ウインチフレームが車体後部上に取り付けられている。車体後部上の左に1つ、車体後部上の右に2つ収納庫が存在する。
MLI-84M1 Vehicul de Evacuare Medicală
MLI-84M1の装甲救急車型。大隊指揮車に見られるような大型の上部構造を装備している。

Md.89自走榴弾砲
MLI-84を延長した車体に2S1グヴォズジーカ 122mm自走榴弾砲の砲塔を搭載した自走榴弾砲。現在、全車が退役し倉庫に保管されている。

## 運用者
- ルーマニア
ルーマニア陸軍は178両のMLI-84を運用しており、99両はMLI-84M1に改良されている。最初の改良車両は、2005年に第282機械化旅団（英語版）に配備された[9]。当初、改良計画は全車両の改良を目標としていた[10]。

## 画像

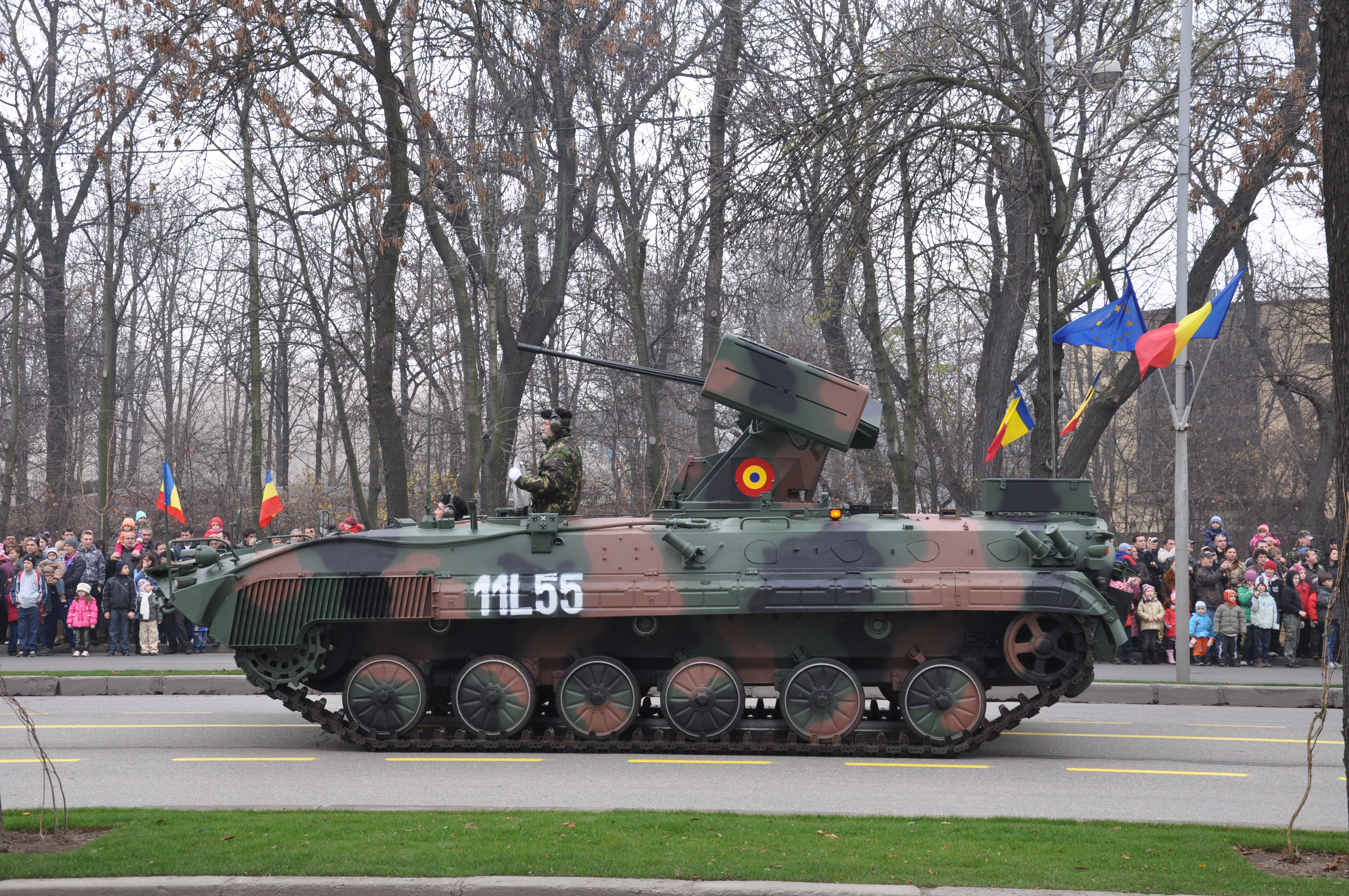
MLI-84M1。2009年の国家の日
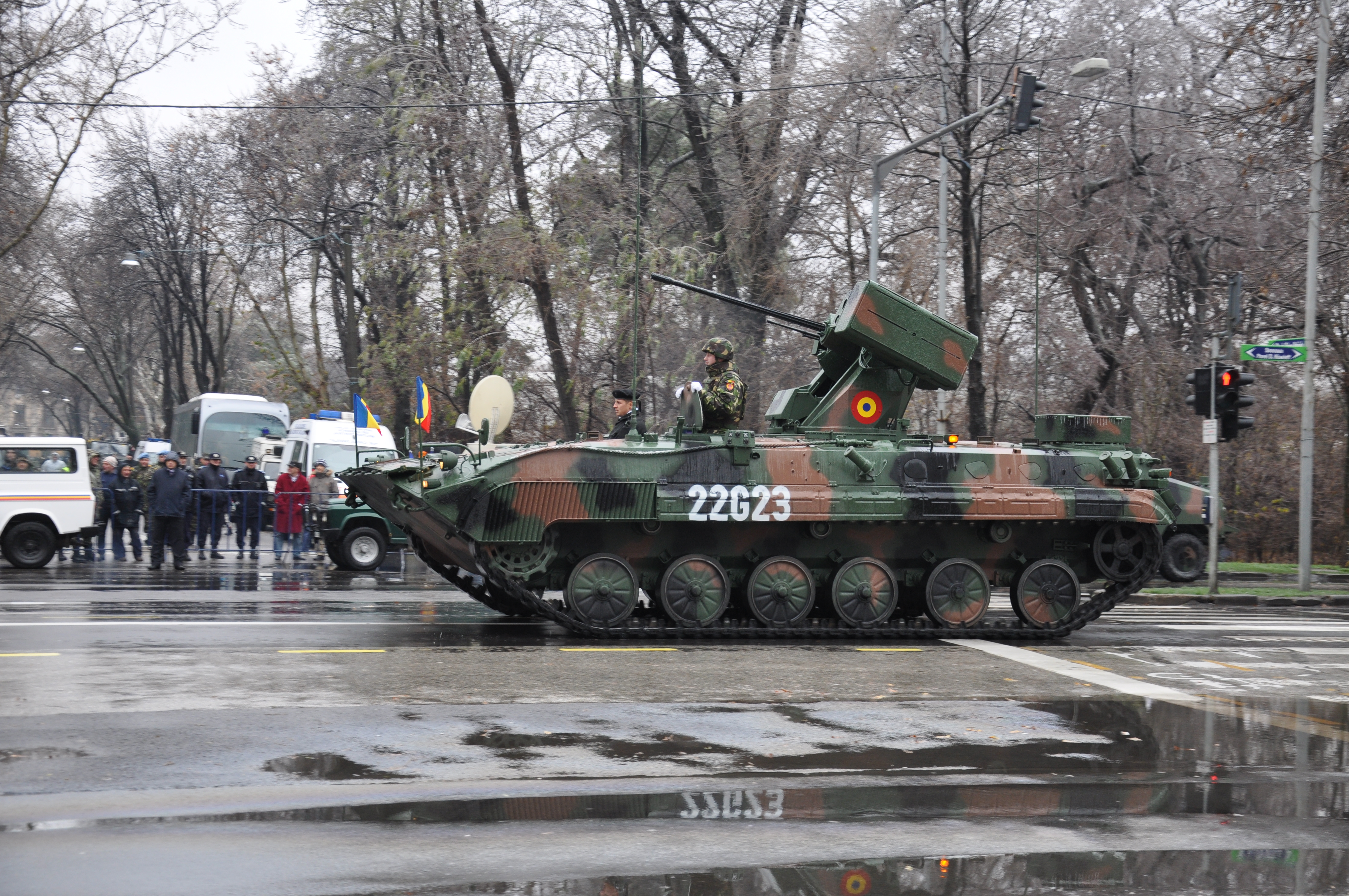
MLI-84M1。2010年の国家の日 at National Day Parade, 2010
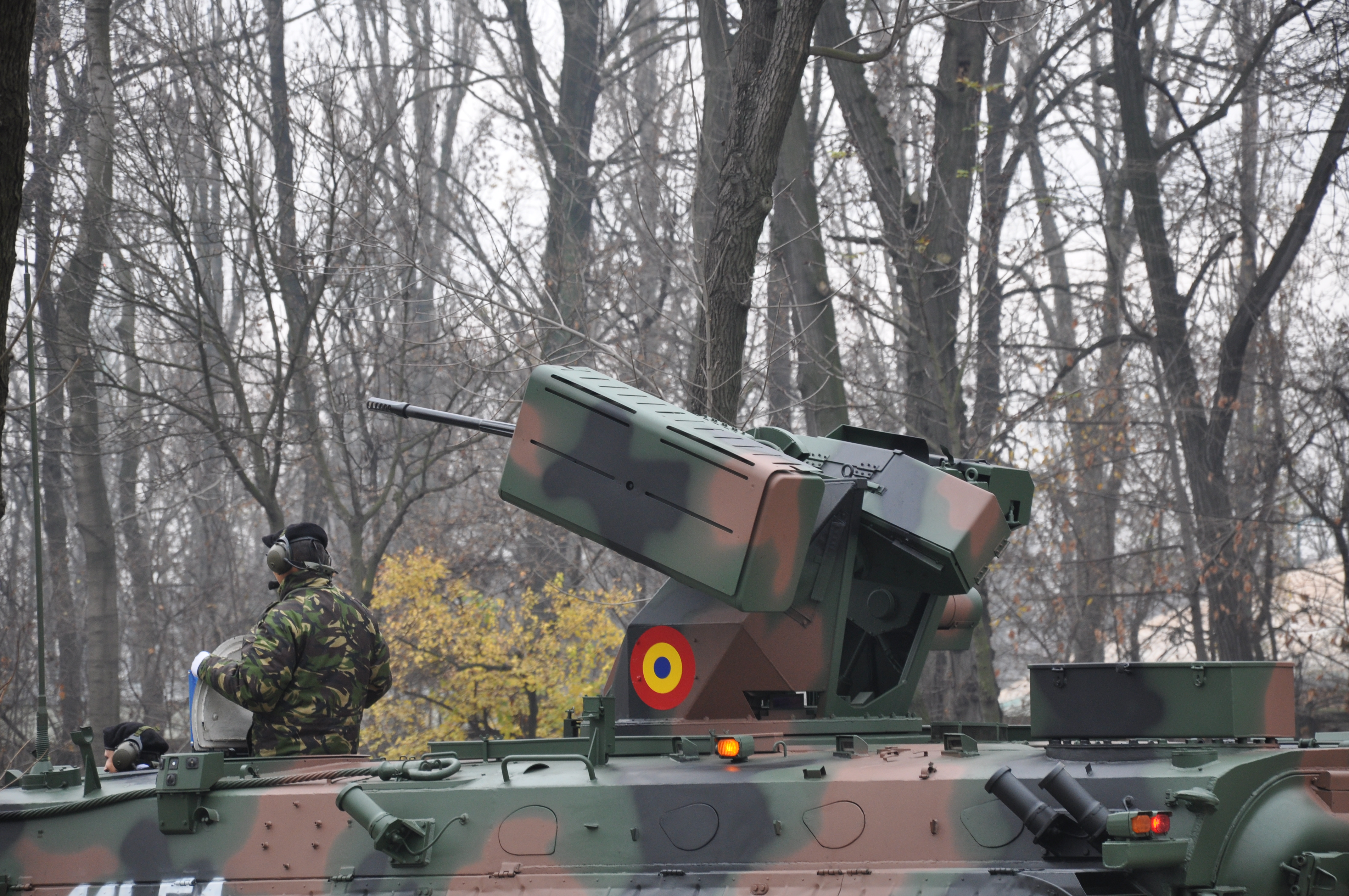
MLI-84M1のOWS-25R無人砲塔（RWS）
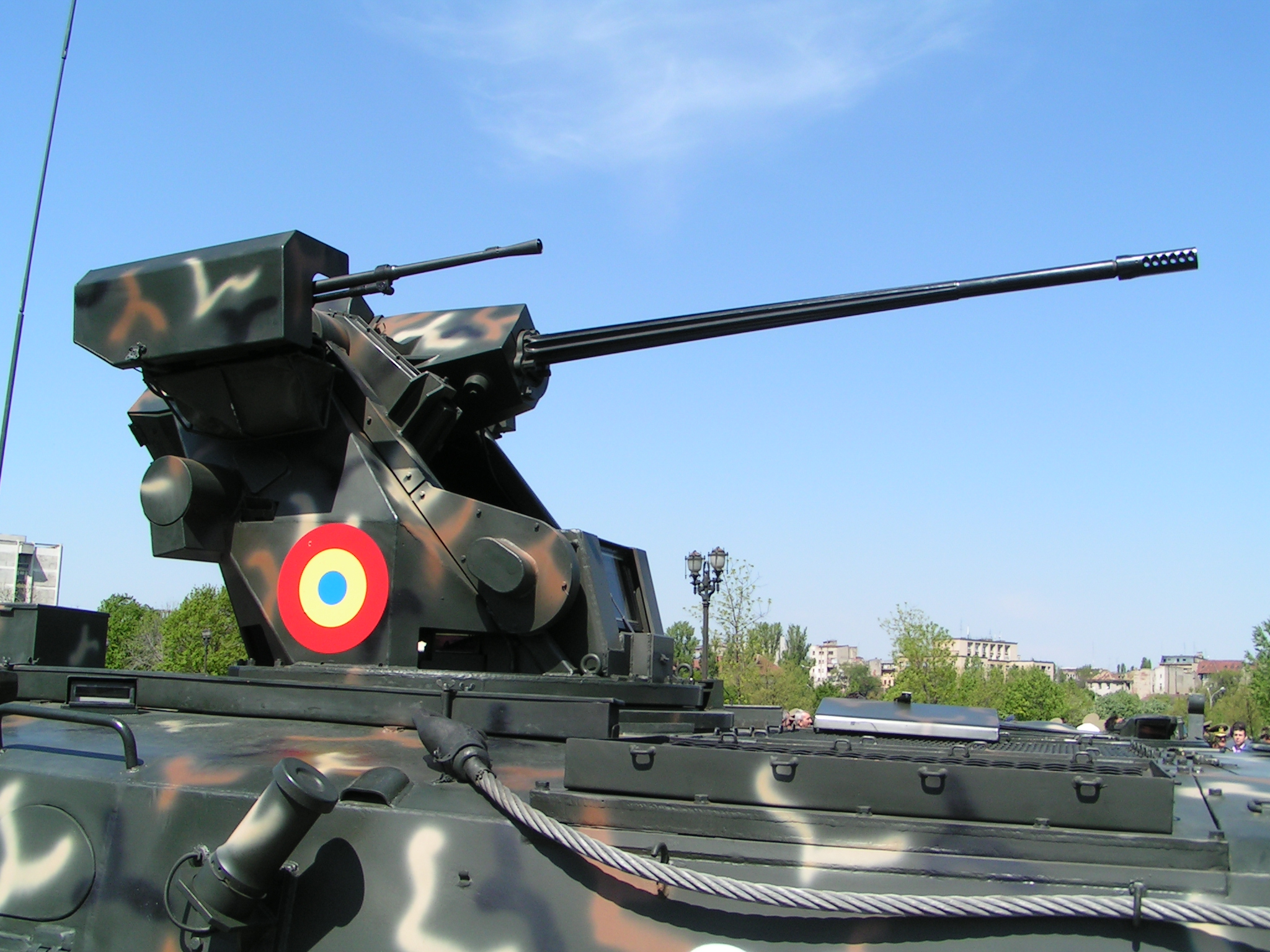
MLI-84M1のOWS-25R無人砲塔（RWS）。2007年4月23日
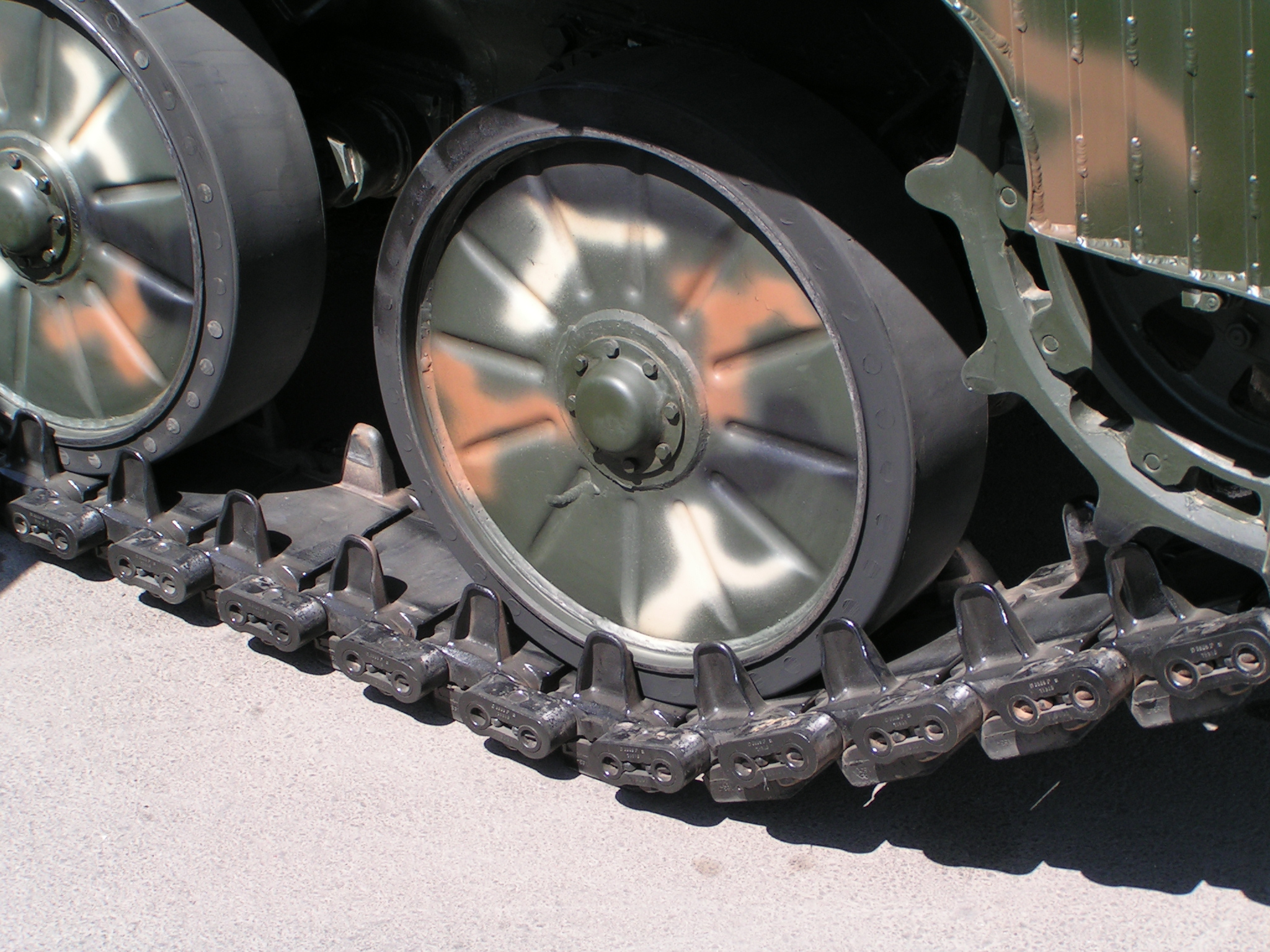
MLI-84M1の足回り。2007年4月23日
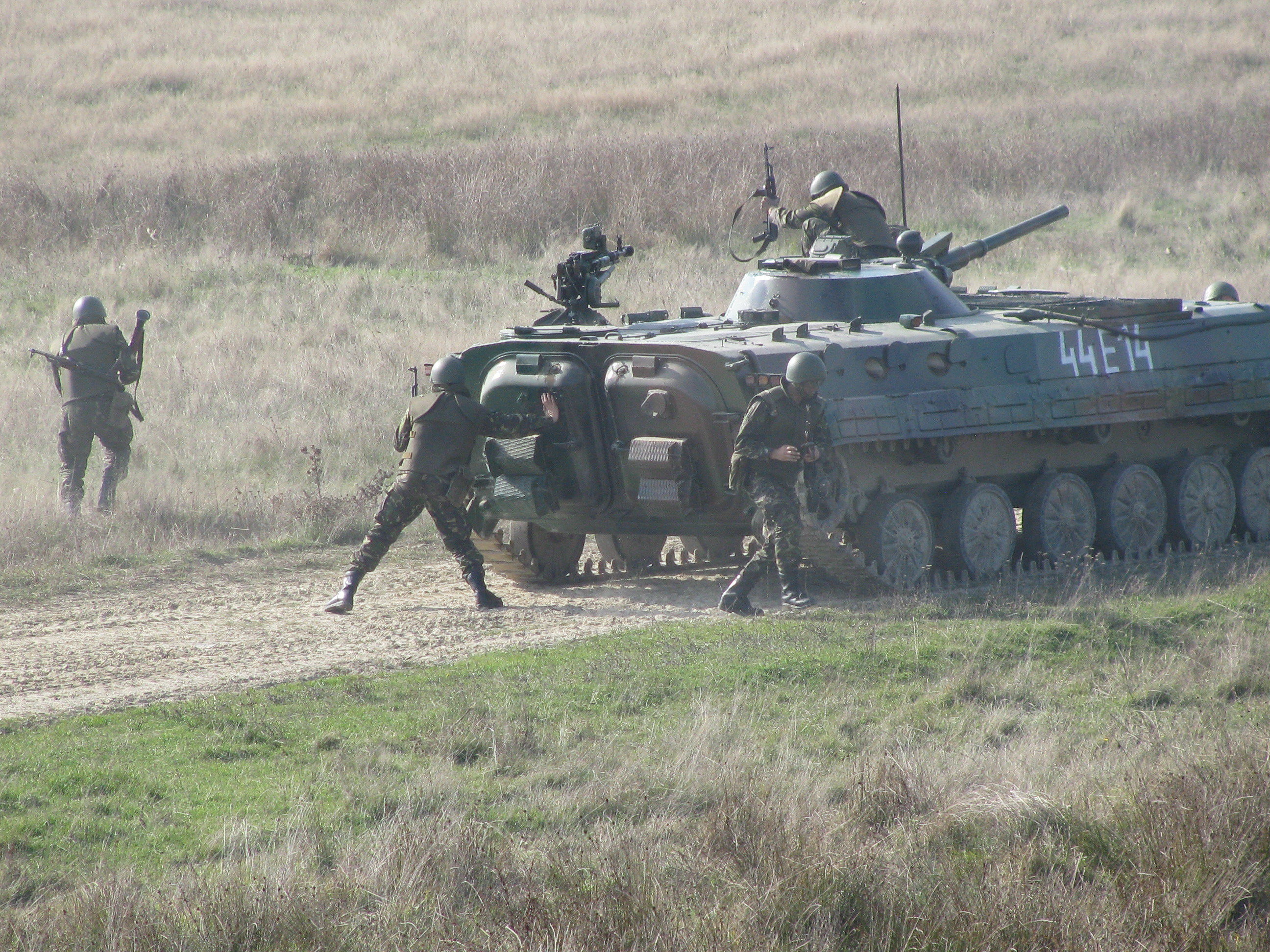
MLI-84。後部から